# Lega Nazionale American Football
La Lega Nazionale American Football, o LeNAF, è una delle leghe che organizzano i campionati di Football Americano in Italia sotto l'egida delle Federazione Italiana di American Football (FIDAF).
Ha quindi il compito di organizzare il campionato di Football Americano a 11 giocatori, tutti di nazionalità e/o "Scuola Football" italiana.
La stagione LeNAF termina con l'Italian Bowl, la finale del campionato disputata tra le vincenti dei playoff. 
Dal 2012 è diventato il Campionato di Serie A2 della FIDAF, dal 2014 ufficialmente denominato Campionato di II Divisione.

## Team Soci LeNAF
(Lista aggiornata al 2014)
- Angels Pesaro
- Barbari Roma Nord
- Blacks Rivoli
- Blue Storms Busto Arsizio
- Cardinals Palermo
- Cavaliers Castelfranco Veneto
- Crusaders Cagliari
- Daemons Martesana
- Draghi Udine
- Elephants Catania
- Frogs Legnano
- Grizzlies Roma
- Guelfi Firenze
- Hogs Reggio Emilia
- Hurricanes Vicenza
- Islanders Venezia
- Legio XIII Roma
- Mastini Verona
- Muli Trieste
- Neptunes Bologna
- Redskins Verona
- Saints Padova
- Sharks Palermo
- Skorpions Varese
- Titans Romagna

## Albo d'oro
| Edizione                | Sede         | Vincente          | Sconfitta         | Risultato |
| ----------------------- | ------------ | ----------------- | ----------------- | --------- |
| 2008 - I Italian Bowl   | Rimini       | Barbari Roma Nord | Titans Romagna    | 44 – 16   |
| 2009 - II Italian Bowl  | Forlì        | Barbari Roma Nord | Sharks Palermo    | 44 - 16   |
| 2010 - III Italian Bowl | Padova       | Barbari Roma Nord | Guelfi Firenze    | 14 - 12   |
| 2011 - IV Italian Bowl  | Torino       | Lions Bergamo     | Titans Romagna    | 15 - 6    |
| 2012 - V Italian Bowl   | Torino       | Barbari Roma Nord | Grizzlies Roma    | 28 - 13   |
| 2013 - VI Italian Bowl  | Mirabilandia | Grizzlies Roma    | Lions Bergamo     | 16 - 7    |
| 2014 - VII Italian Bowl | Mirano       | Grizzlies Roma    | Elephants Catania | 21 - 14   |